# Eolagurus
Eolagurus là một chi động vật có vú trong họ Cricetidae, bộ Gặm nhấm. Chi này được Argyropulo miêu tả năm 1946. Loài điển hình của chi này là Georychus luteus Eversmann, 1840.

## Các loài
Chi này gồm các loài: